# Borgoricco
Borgoricco là một đô thị thuộc tỉnh Padova vùng Veneto, located about 30 km northvề phía tây của Venezia và cách khoảng 14 km northvề phía đông của Padova. Tại thời điểm ngày 31 tháng 12 năm 2004, đô thị này có dân số 7.429 người và diện tích 20,5 km².
Đô thị Borgoricco bao gồm các frazioni (các đơn vị cấp dưới, chủ yếu là làng) Sant'Eufemia and San Michele delle Badesse.
Borgoricco giáp các đô thị: Campodarsego, Camposampiero, Massanzago, San Giorgio delle Pertiche, Santa Maria di Sala, Villanova di Camposampiero.